# Ruta 121 (Costa Rica)
La Ruta 121, oficialmente Ruta Nacional Secundaria 121, es una ruta nacional de Costa Rica ubicada en la provincia de San José.

## Descripción
En la provincia de San José, la ruta atraviesa el cantón de Escazú (el distrito de San Rafael), el cantón de Mora (el distrito de Colón), el cantón de Santa Ana (los distritos de Santa Ana, Uruca, Piedades).